# صيد السمك بالسيانيد
صيد السمك بالسيانيد (بالإنجليزية: Cyanide fishing)‏ هو نوع من أنواع صيد السمك غير المشروع يمارس عموما في جنوب شرق آسيا، والذي يستخدم مركب كيميائي هو سيانيد الصوديوم. منذ عام 2000، ومع تزايد القيود المفروضة على صيد السمك بالديناميت غير المشروع أدى ذلك إلى زيادة انتشار هذه الطريقة العشوائية خاصة وأنه يمكن ممارستها دون صدور أي ضوضاء. عرف هذا الصيد لأول مرة في الفلبين في عام 1962
وأكثر من 150000 كيلو غرام من مادة السيانيد يعتقد انها تستخدم في الفلبين سنويا وأكثر من مليون كيلوغرام قد استخدمت منذ عام 1960.
تنقسم سيانيد الصوديوم في مياه البحر إلى الصوديوم وايونات السيانيد.
عند البشر، ايونات السيانيد يمنع هيموغلوبين عن نقل الاوكسجين؛ وكذلك عند السمك الهيموغلوبين بل وان ايونات السيانيد تتحد مع الاوكسجين بشكل أسرع. ويمنع وصول الاوكسجين إلى الخلايا ويؤدي للتسمم مثلم أول اكسيد الكربون.
وتعتبر الشعاب المرجانية، والأسماك الصغيرة هي الأكثر ضعفا؛ اما الاسماك الكبيرة فتتطلب جرعات أكبر.